# اتروتروکا سود
اتروتروکا سود (به لاتین: Etrotroka Sud) یک منطقهٔ مسکونی در ماداگاسکار است که در فرافنگانا واقع شده‌است. اتروتروکا سود ۱۷٬۰۰۰ نفر جمعیت دارد و ۲۲ متر بالاتر از سطح دریا واقع شده‌است.